# مانسوة ثومية
مانسوة ثومية (الاسم العلمي:Mansoa alliacea) هي نوع من النباتات تتبع جنس المانسوة من الفصيلة البنيونية.

## الوصف
يمكن وصف النبات بأنه شجيرة أو ليانا لأنه ينتج العديد من البراعم الخشبية من الجذر ويصل ارتفاعه إلى 2 إلى 3 أمتار فقط. السيقان عارية تقريبًا ومتقشرة قليلاً.
الأوراق قصيرة السيقان متقابلة وثلاثية الأوراق. يصل طول العنق إلى 3 سنتيمترات. الوريقات قصيرة السيقان جلدية قليلاً، بيضاوية الشكل أو بيضاوية الشكل، عارية تقريبًا، متقشرة قليلاً، كاملة ومستديرة، مدببة إلى مدببة بقاعدة مدببة، ونادرًا ما تكون مستديرة إلى مقطوعة. غالبًا ما يتم استبدال الوريقة الوسطى بذيل طويل، يتكون عادةً من ثلاثة أجزاء، وغالبًا ما يكون ساقًا متساقطًا. يبلغ طول الوريقات الغدية قليلاً من 10 إلى 27 سنتيمترًا. يصل طول سيقان الوريقات إلى 3 سنتيمترات. الأغصان الزائفة غير واضحة.

### الإزهار
تتكون النورات الإبطية قليلة الأزهار والدرقية. الزهور كبيرة، عطرة قليلاً، خنثى، ذات أعناق، على شكل قمع، ذات غلاف زهري مزدوج، بنفسجية إلى أرجوانية بيضاء. الكأس الصغيرة، التي يبلغ طولها حوالي سنتيمتر واحد، على شكل كوب وغدية قليلاً، مسننة قليلاً، مقطوعة تقريبًا. يصل طول التويج إلى 9 سنتيمترات وأنبوب التويج العاري يصل إلى 7 سنتيمترات. يصل طول فصوص التويج إلى 2 سنتيمتر. الأسدية المغلقة الأربعة ثنائية الديناميكية. المبيض ذو الحجرتين والمتقشر والممدود هو العلوي، والقلفة ذات الوصمة ذات الفصين مغلقة. يوجد قرص. يزهر النبات بكثرة مرتين في السنة، في الخريف إلى الشتاء وفي الربيع (على الرغم من أنه قد يكون لديه أيضًا بعض الزهور بشكل متقطع طوال العام).
الثمرة عبارة عن كبسولات مضلعة، زاوية، مدببة، عارية تقريبًا، متعددة البذور ذات كأس دائم، يصل طولها إلى 40 سم وعرضها إلى 3.5 سم. البذور مجنحة على كلا الجانبين ويصل طولها إلى 5-6 سم مع الأجنحة؛ ويمكن أيضًا تقليص الأجنحة.

## التوزيع
توجد في أمريكا الجنوبية الاستوائية، حيث يمكن العثور عليها تنمو برية في الغابات المطيرة الاستوائية في البرازيل (بما في ذلك غابات الأمازون)، والإكوادور، وبيرو، وكولومبيا، وفنزويلا، وغويانا، وأيضًا في كوستاريكا.

## الزراعة
تم تصدير المانسوا الياسيا إلى الخارج، وتنمو في المناخات المواتية (على سبيل المثال) بورتوريكو وجنوب إفريقيا وتايلاند والهند. يتم زراعتها في جزر الهند الغربية. بين المستيزو في غابات الأمازون المطيرة، تُعرف باسم ajo sacha، وهو اسم إسباني-كيتشوا يعني "ثوم الغابة" أو "الثوم البري".

### الاستخدام
إنه علاج نباتي في منطقة الأمازون للألم والالتهاب الناتج عن التهاب المفاصل والروماتيزم، وكذلك نزلات البرد والإنفلونزا والحمى والإسهال وقرح الجلد. يستخدم اللحاء في مستحضرات الأياهواسكا. تُباع بعض منتجات الكبسولات والأوراق في المتاجر في البرازيل وبيرو، ويمكن العثور عليها كمكون في العديد من التركيبات الأخرى متعددة الأعشاب لنزلات البرد والإنفلونزا والألم.

## معرض صور

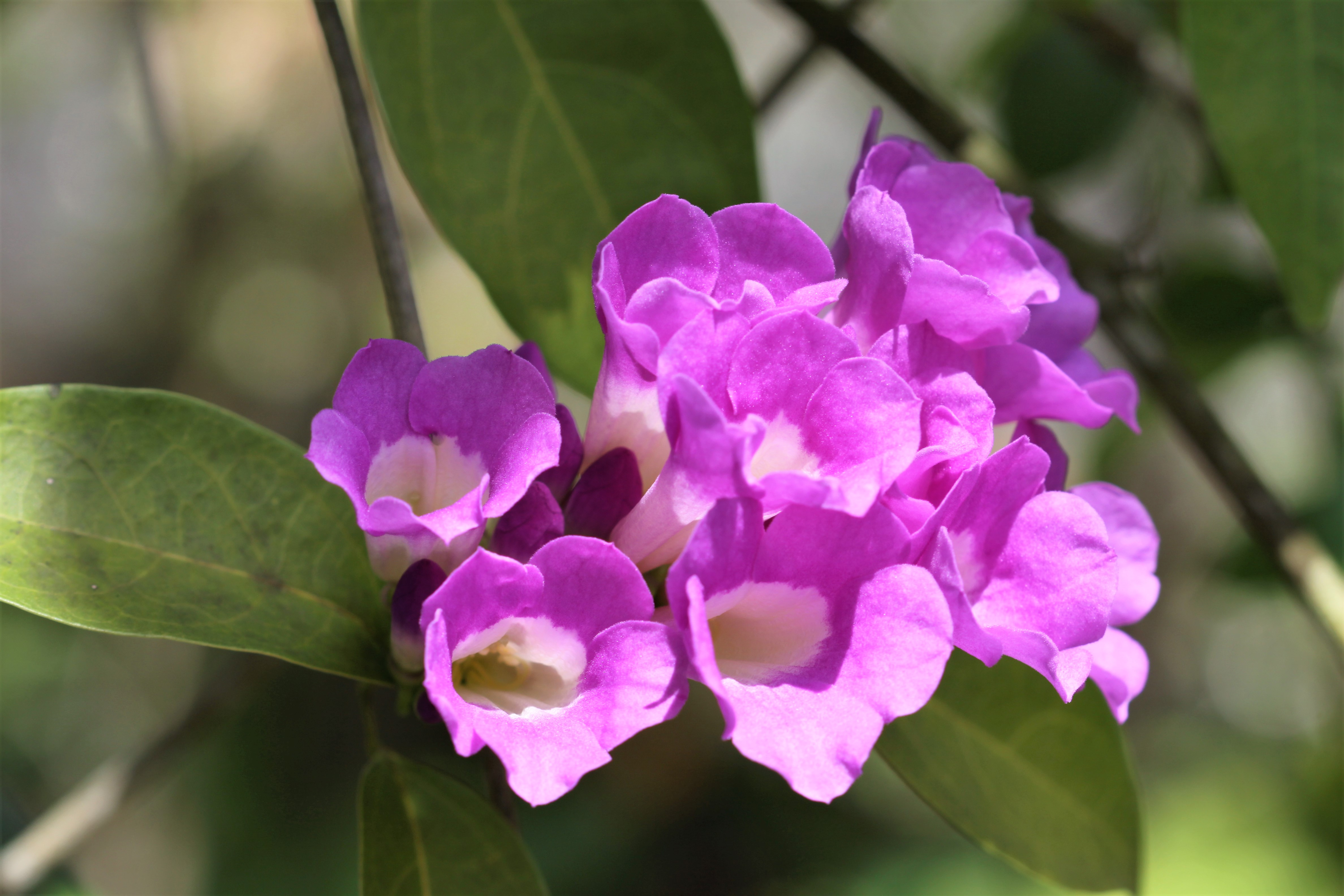
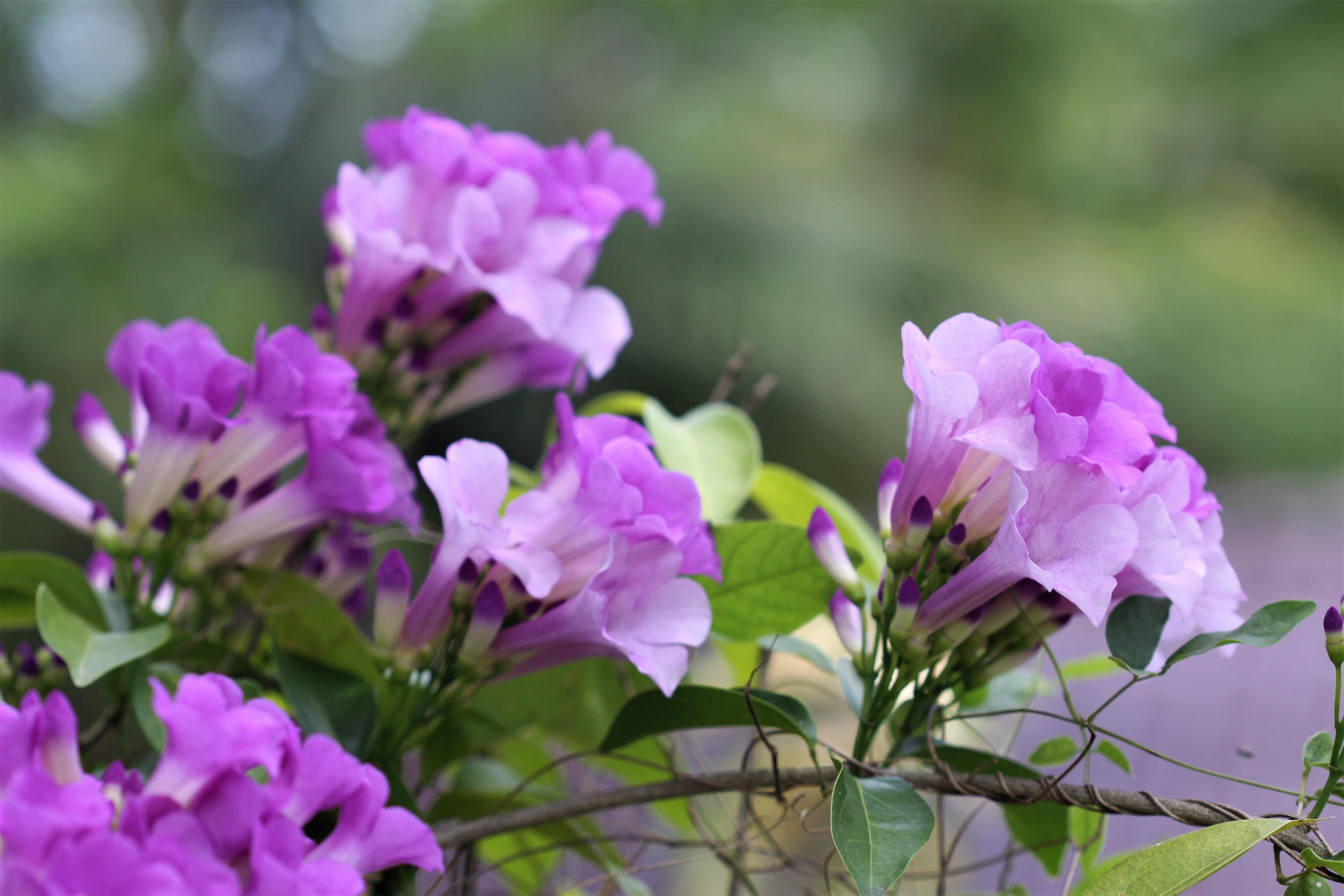
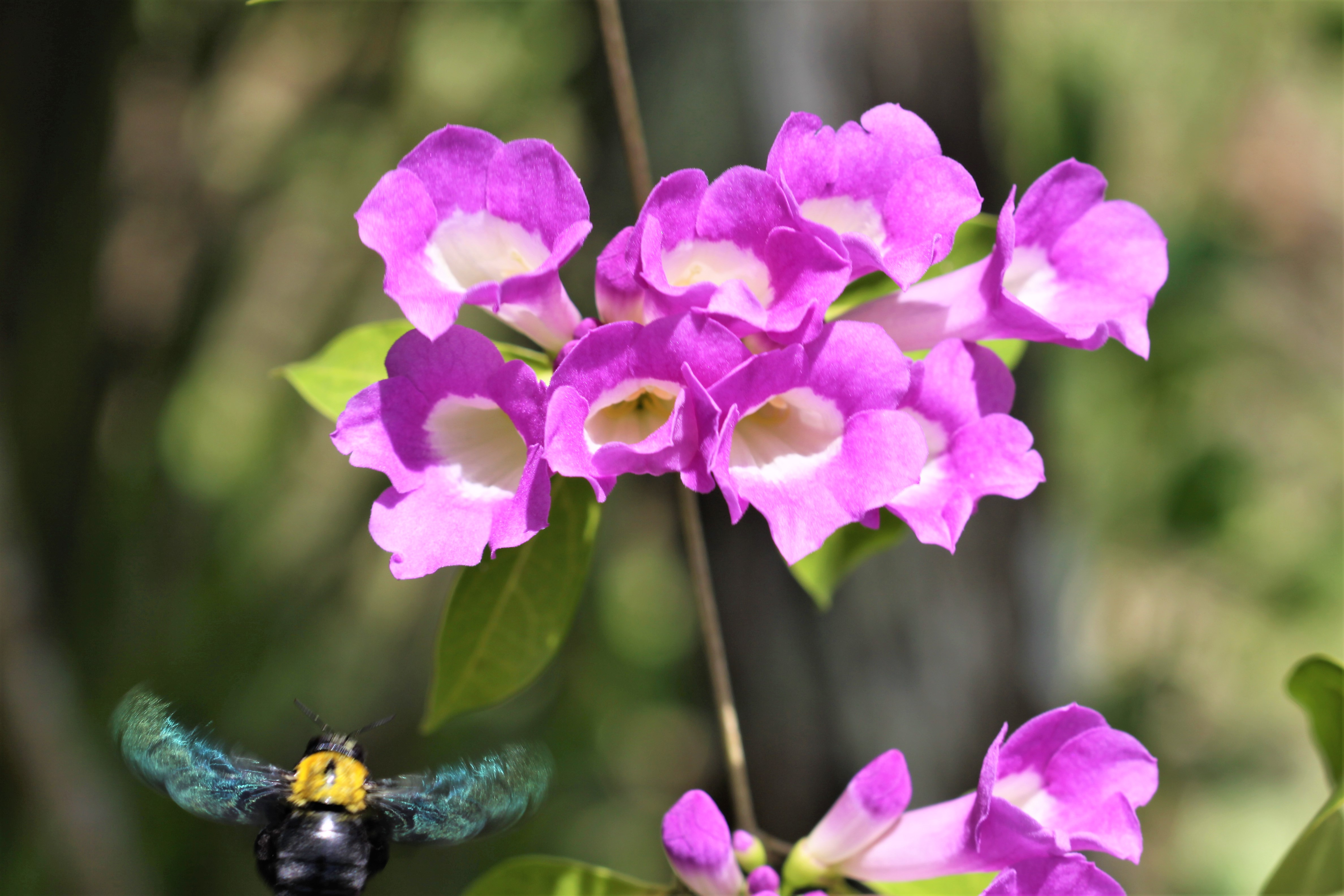
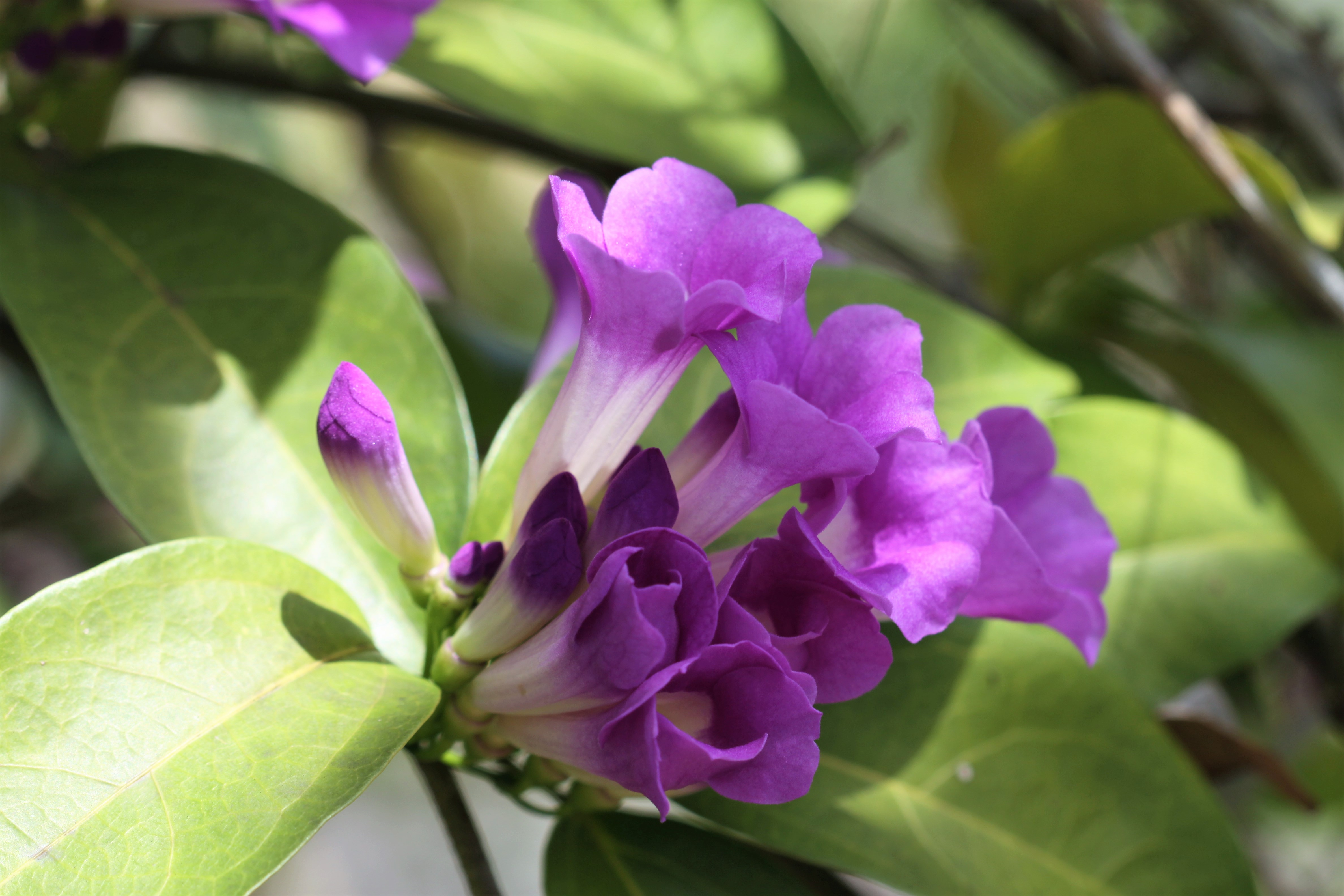